# Обикновено лабео
Обикновеното лабео, още Двуцветно лабео (Epalzeorhynchos bicolor), е вид риба от семейство Шаранови (Cyprinidae). Видът е ендемичен за Тайланд и може да се намери в река Чао Прая на юг чак до Банкок. От 1996 до 2011 г. видът се е смятал за изчезнал от дивата природа. Няма доказателства, че събирането му за аквариумна търговия е причина за намаляването на вида. По-вероятната причина за това е строителството на язовири и пресушаването на блата, които се проведоха през 1970 г.
Екземплярите от този вид обикновено не надвишават 15 cm на дължина, но в редки случаи те могат да достигнат до 20-23 cm в зависимост от това как се хранят. Продължителността на живота им е около осем години, въпреки че в някои редки случаи могат да живеят и над 10 години.